# Blue in Green
Pour l'album, voir Blue In Green (album).
Blue in Green est une composition jazz de Bill Evans qui apparait pour la première fois en 1959 sur l'album Kind of Blue de Miles Davis. Elle est devenue un standard de jazz.

## Composition
Blue in Green est le troisième morceau de Kind of Blue, il a été enregistré pendant la première séance le 2 mars 1959.
L'attribution du morceau à Miles Davis ou à Bill Evans est discutée. Dans son autobiographie, Miles Davis s'attribue la paternité du morceau, et il est noté ainsi dans la plupart des Real books.
Pourtant, Earl Zindars déclare dans une interview que ce morceau est « 100 % Bill Evans ». Dans une interview de 1978, Bill Evans déclare « La vérité c'est que je l'ai fait [écrire la musique]… je ne veux pas en faire toute une affaire, mais je l'ai écrit. »
Une troisième version de l'histoire indique que Miles Davis aurait fourni à Bill Evans la grille de Blue in Green, en lui laissant le soin de trouver un thème.

## Structure
Blue in Green est basé sur une grille unique assez inhabituelle de 10 mesures. Le morceau est en Ré mineur, avec un passage en Si majeur (lydien) et en La mineur.

## Reprises notables
Blue in Green a été repris par de nombreux artistes, notamment :
- Bill Evans (Portrait in Jazz, 1960)
- John McLaughlin (My Goal's Beyond (en), 1970)
- Gary Burton et Stéphane Grappelli (Paris Encounter, 1970)
- Richie Beirach (Elegy For Bill Evans, 1981)
- Art Farmer (Maiden Voyage, 1983)
- Fred Hersch (Sarabande, 1987)
- Gonzalo Rubalcaba (The Blessing, 1991)
- Al Jarreau (Heaven And Earth, 1992)
- Cassandra Wilson (Traveling Miles, 1999)
- Enrico Rava (Montréal Diary /A - Plays Miles Davis, 2002)
- Gretchen Parlato (The Lost and Found, 2011)
- Jacky Terrasson (Take This, 2015)
- Jack DeJohnette (In Movement, 2016)
- Charlie Haden, Liberation Music Orchestra (Time / Life, 2016)
- Gary Peacock (Tangents, 2017)